# Kościół św. Michała Archanioła w Wińsku
Kościół Świętego Michała Archanioła – rzymskokatolicki kościół parafialny należący do dekanatu Wołów archidiecezji wrocławskiej.
Pieniądze na budowę zostały uzyskane z odszkodowania wypłaconego w 1879 roku przez władze miejskie katolikom za zwolnienie pomieszczeń ratusza, w których znajdowała się ich kaplica.  W tym samym roku została kupiona parcela niedaleko plebanii przeznaczona pod budowę kościoła. Budowa świątyni rozpoczęła się w 1884 roku. Budowla została konsekrowana w dniu 10 lipca 1886 roku.
W świątyni znajdują się organy 16–głosowe wykonane przez firmę Schlag und Sohne posiadające mechaniczne: trakturę i trakturę rejestrów.